# Menino Jesus (Santa Maria)
Menino Jesus és un barri de la ciutat brasilera de Santa Maria, Rio Grande do Sul. El barri està situat al districte de Sede. El barri amb les següents villas: Menino Jesus, Vila Leste, Vila Major Duarte, Vila Ponte Seca.
| Itararé Centro                 | Itararé                 | Itararé Presidente João Goulart                 |
| Centro                         |                         | Presidente João Goulart                         |
| Centro Nossa Senhora das Dores | Nossa Senhora das Dores | Presidente João Goulart Nossa Senhora das Dores |